# Resolutie 1196 Veiligheidsraad Verenigde Naties
Resolutie 1196 van de Veiligheidsraad van de Verenigde Naties werd op 16 september 1998 unaniem aangenomen. De Veiligheidsraad vroeg dat landen maatregelen namen om effectiviteit van de wapenembargo's die ze oplegde in Afrika te verhogen.

## Achtergrond
Midden jaren 1990 waren op het Afrikaanse continent verscheidene gewapende conflicten ontstaan
of nog gaande. Zo onder meer in Angola, Burundi, de Centraal-Afrikaanse Republiek, Rwanda, de
Westelijke Sahara en Zaïre. Vele andere landen in het continent hadden recent een conflict achter de rug.

## Inhoud
De Veiligheidsraad overwoog de aanbevelingen in een rapport van de secretaris-generaal over de oorzaken van conflicten en de promotie van duurzame vrede en ontwikkeling in Afrika in verband met de versterking van wapenembargo's en het onbeschikbaar maken van wapens.
Volgens de Verklaring van Caïro was het voorkomen, beheersen en oplossen van conflicten de belangrijkste taak van de Organisatie van Afrikaanse Eenheid. Verder zijn alle lidstaten verplicht internationale disputen vreedzaam op te lossen.
Alle lidstaten waren ook verplicht de beslissingen van de Veiligheidsraad over wapenembargo's uit te voeren. Zij werden ook aangemoedigd schendingen van die embargo's strafbaar te maken. Ook moest regionaal meer informatie worden uitgewisseld om het toezicht op de wapenembargo's te verbeteren. Alle landen werden ook gevraagd informatie over schendingen te rapporteren.
De Veiligheidsraad was bereid om, als ze wapenembargo's oplegde, ook maatregelen te nemen om ze af te dwingen, als onderzoeken naar smokkelroutes of grenscontroles. Die wapenembargo's zouden dan duidelijke doelstellingen hebben en regelmatig herzien worden om ze op te heffen als die doelstellingen waren bereikt.
Lijst ·  1147 ·  1148 ·  1149 ·  1150 ·  1151 ·  1152 ·  1153 ·  1154 ·  1155 ·  1156 ·  1157 ·  1158 ·  1159 ·  1160 ·  1161 ·  1162 ·  1163 ·  1164 ·  1165 ·  1166 ·  1167 ·  1168 ·  1169 ·  1170 ·  1171 ·  1172 ·  1173 ·  1174 ·  1175 ·  1176 ·  1177 ·  1178 ·  1179 ·  1180 ·  1181 ·  1182 ·  1183 ·  1184 ·  1185 ·  1186 ·  1187 ·  1188 ·  1189 ·  1190 ·  1191 ·  1192 ·  1193 ·  1194 ·  1195 ·  1196 ·  1197 ·  1198 ·  1199 ·  1200 ·  1201 ·  1202 ·  1203 ·  1204 ·  1205 ·  1206 ·  1207 ·  1208 ·  1209 ·  1210 ·  1211 ·  1212 ·  1213 ·  1214 ·  1215 ·  1216 ·  1217 ·  1218 ·  1219